# Emanuel Bowen
Emanuel Bowen (Regno Unito, 1714 – Regno Unito, 1767) è stato un cartografo, editore e incisore gallese.
In particolare, fu l'incisore ufficiale di re Giorgio II d'Inghilterra e Luigi XV di Francia. Dal 1714 cominciò a lavorare a Londra dove pubblicò alcune delle più belle mappe dell'epoca. Una delle sue prime opere fu Britannia Depicta. Avendo il desiderio di pubblicare un atlante più consistente, ma non possedendone i mezzi, decise di unirsi a Thomas Kitchin con il quale pubblicò "The large English Atlas", completato poi nel 1767. Le mappe delle contee inglesi presenti in quell'atlante erano di gran lunga le più grandi mai realizzate ed erano anche abbastanza differenti dalle altre mappe a causa dei dettagli topografici e storici incisi attorno alle mappe stesse in qualsiasi spazio bianco. Più avanti l'atlante fu ristampato, l'unica differenza fu che le mappe furono ridotte in grandezza. Bowen collaborò inoltre con John Lodge Cowley per il quale incise diverse mappe e pubblicò anche un libro di mappe stradali, molto somiglianti a quelle contenute nel suo atlante. Come molti altri cartografi del suo tempo, morì in povertà. Il lavoro di Emanuel fu continuato dal figlio Thomas, il quale pubblicò successivamente alcuni lavori molto interessanti.